# Trioxys rosae
Trioxys rosae är en stekelart som beskrevs av Pike och Jaroslav Stary 1996. Trioxys rosae ingår i släktet Trioxys och familjen bracksteklar. Inga underarter finns listade i Catalogue of Life.